# Viktor Frankl
Viktor Emil Frankl, Viktor E. Frankl (Bécs, 1905. március 26. – Bécs, 1997. szeptember 2.) osztrák neurológus és pszichiáter, a logoterápia, az egzisztenciaanalízis, a pszichoterápia „harmadik bécsi iskolájának” egyik megalapítója (Freud és Adler után). Az …és mégis mondj igent az életre! című könyvében a koncentrációs táborban megélt tapasztalatait írja le, valamint azon pszichoterápiás módszert, mely mindenfajta létezésben, még a "leghitványabb" félében is, azt az értelmet keresi, amely okot ad a továbbéléshez.

## Gyermekkor és tanulmányok
Zsidó család gyermekeként született. A pszichológia iránti érdeklődése hamar felszínre került. A gimnáziumi érettségire értekezést írt a filozófiai gondolkodás pszichológiájáról. Érettségi után a Bécsi Egyetem orvostudományi karán folytatta tanulmányait, majd a neurológia és a pszichiátria területére szakosodott, különösen a depresszió és az öngyilkosság kérdésére fordítva figyelmét. Személyesen ismerte mind Sigmund Freudot, mind Alfred Adlert.

## Orvos, terapeuta
1924-ben a Sozialistische Mittelschüler Österreich elnöke lett. Elnöksége ideje alatt felajánlott a diákoknak egy speciális tanácsadói programot. Ezen időszak alatt egyetlen bécsi egyetemista sem követett el öngyilkosságot. A program sikere felkeltette Wilhelm Reich érdeklődését, aki Berlinbe hívta Franklt.
1933-tól 1937-ig a bécsi kórház úgynevezett Selbstmörderpavillonjának vezetője volt. Itt több mint 30 000 öngyilkosságra hajlamos nőt kezelt. Zsidó származása miatt 1938 után megtiltották számára, hogy „árja” betegeket kezeljen. Magánpraxist kezdett, melyet 1940-ig folytatott, amikor a Rothschild kórház neurológiai osztályának vezetője lett. Ebben az időben ez volt az egyetlen olyan kórház Bécsben, ahol még alkalmaztak zsidókat. Orvosi véleményei több esetben mentettek meg betegeket a náci eutanáziaprogramtól. 1941-ben feleségül vette Tilly Grossert.

## Fogoly, terapeuta
1942 őszén feleségével és szüleivel együtt a theresienstadti koncentrációs táborba deportálták. Itt halt meg apja 1943-ban. Dr. Leo Baeck és Regina Jonas segédletével Frankl általános orvosként dolgozott a táborban, később pedig tanácsadóként az újonnan érkezettek, valamint az öngyilkossági tendenciákat mutatók körében. 1944-ben Auschwitzba deportálták, ahol meghalt édesanyja, majd később továbbszállították Türkheimbe. Időközben gyermekükkel várandós feleségét a Bergen-Belsenben lévő koncentrációs táborba vitték, ahol később neje meghalt.
Frankl 1945. április 27-én szabadult ki. Közvetlen rokonai közül csak nővére menekült meg, aki Ausztráliába emigrált. Sokkolták Franklt az átélt események, közvetlen hozzátartozóinak, áldott állapotban levő feleségének halála, tartós időn keresztül mély depresszióba süllyedt, ebből a helyzetből alig tudott felállni.
Végül maga és mások szenvedései révén jutott arra a következtetésre, hogy a legabszurdabb, legfájdalmasabb és legembertelenebb helyzetben is van az életnek egy lehetséges értelme, amitől a szenvedés is értelmet nyer. Ez a következtetés szolgált Frankl logoterápiájának alapjául.

## Logoterápiája
Frankl logoterápiája három területet foglal össze, amelyeket az egységes filozófiai alap és emberkép tart egyben.
A terápia egyrészt antropológiát jelent, melyet egzisztenciaanalízisként ismerünk: legtömörebb összefoglalását Frankl a személyről kifejtett tíz tézisében adja meg. Kulcsfogalma a dimenzionálontológia, amely szerint az ember szellemi létező, de ez a perspektívája nem tűnik és nem is tűnhet föl a természettudományok, így a pszichológia látókörében. Ahogy a gömb árnyképe kör, úgy látja épp a legfontosabb dimenzió, a humánszféra, a szellem híján a pszichológia az embert.
Frankl egzisztenciafogalma Kierkegaard egzisztenciál-filozófiáján, Max Scheler értéketikáján, valamint Martin Buber perszonál-filozófiáján nyugszik.
Másrészt a logoterápia a személy szabadságára és felelősségére építő mentálhigiénés szemlélet, mely valamennyi életszituációhoz kapcsolva segítheti az egyént az élet által reá bízott feladatok, értelem, értékek beteljesítésében. A logoterápiás szemlélet kapcsolódhat továbbá a segítő szakmák mindegyikéhez, amely perspektíva új lehetőséget ad a szakembereknek a kliensekkel való foglalkozásban felhívva őket az előbb említett személyes értelem beteljesítésére.
Harmadrészt a logoterápia a pszichoterápiáknak lehet jól strukturált, metodikailag kidolgozott kiegészítő terápiája.

## A logoterápia és egzisztenciaanalízis fogalma
Frankl a logoterápia fogalmát 1926-tól, míg az egzisztenciaanalízist 1933-tól használja. 
A logosz és az egzisztencia bevonásának szükségességét a terápiába 1939-ben fejtette ki Filozófia és pszichoterápia című tanulmányában. 
Az orvos filozófus szerint az emberi egészlegesség követeli meg, hogy az orvos a páciens egzisztenciáját, én annak alapvető törekvési irányát, a logoszt a terápiás folyamatba bevonja.
Frankl egzisztenciafogalma Kierkegaard bölcseletében gyökerezik. Az egzisztencia döntések során keresztül valósítja meg önmagát, melyet a választás szorongása „a meg nem valósított lehetőségek kísértetei” környékeznek. Ám Frankl szerint mégsem ez okoz szorongást, hanem sokkal inkább az, ha az egyén nem manifesztálja önmagát önmaga számára egy-egy érték kitartó megvalósításával.
A logosz pedig az az átfogó és egyben egyéni értelem, amelyhez a szellemi létező, az egzisztencia „fölnyúl”, „ráérez”, melyet „belát”, amelyet az élet kínál fel valamennyi, ilyen szempontból tudatosított szituációban. Frankl Buber és a haszid zsidó filozófia, és nem kevésbé a keresztény tanítás nyomán vallja, hogy a legfőbb érték a szeretet, egy másik egzisztenciához való szerető kapcsolódás, ami még a lágerélet legsötétebb óráiban is megvalósítható.
A logosszal való terápia, ill. az egzisztencia analízise mindezek után azt jelenti, hogy a terapeuta, a segítő tudatosítja a páciensben (vagy a páciens magában), hogy az őt kínzó állapotban találja meg azt a lehetőséget, értelmet (Sinn), mely által valamilyen értéket valósíthat meg. A problémákat úgy szemléld mint az élet kihívását arra, hogy a nagy egészhez valamit te is hozzá tudj tenni.
Frankl szerint a mai embert egzisztenciális vákuum és abból kialakuló neurózis fenyegeti, ami az értékekre való ráhangolódottságból ered, ami nem pszichoterápiát, hanem logoterápiát igényel.
A harmadik és negyedik logoterápiás kutató-generációra vár az a feladat, hogy a filozófiatörténet perspektívájából mutassák be Frankl logosz fogalmát pl. Alexandriai Philón, Szent János, Aquinói Szent Tamás logosz-tanai alapján.

## Élete 1945 után
Három év koncentrációs tábor után visszatért Bécsbe. 1945-ben megírta híres könyvét: …trotzdem ja zum Leben sagen (Ein Psychologe erlebt das Konzentrationslager) magyarul: …és mégis mondj igent az életre! Ebben a könyvben egy átlagos koncentrációs tábor-lakó életét a pszichiáter nézőpontjából írja le.
1946-ban megválasztották a bécsi neurológiai poliklinika vezetőjének, ahol 1971-ig maradt. 1947-ben elvette második feleségét, Eleonore Katharina Schwindt személyében. Egy lányuk született, Gabrilele. 1955-ben a Bécsi Egyetemen a neurológia és pszichiátria professzora lett és óraadóként tartózkodott a Harvardon.
A háború utáni években Frankl több mint 32 könyvet adott ki és megalapította a logoterápiát (λόγος – görögül szó, ok, alapelv; Θεραπεύω azt jelenti: gyógyítok). A világ minden táján tartott előadásokat és 27 díszdoktori címet szerzett.
1997. szeptember 2-án Bécsben halt meg.

## Magyarul megjelent művei
- ...mégis mondj igent az életre! Egy pszichológus megéli a koncentrációs tábort; ford. Bruck Vera, Gorzó Andrea; Pszichoteam, Bp., 1988 
  - Válaszd az életet (címen is)
- Az ember az értelemre irányuló kérdéssel szemben; ford. Molnár Mária, Schaffhauser Ferenc; Kötet, Nyíregyháza, 1996
- Orvosi lélekgondozás. Logoterápia és az egzisztencia-analízis alapjai; ford. Jakabffy Imre, Jakabffy Éva; UR, Bp., 1997
- Az "értelmetlen" élet szenvedése. Bevezető tanulmány; ford. Fejérdy András; Ciszterci Nővérek Boldogasszony Háza Monostor, Kismaros, 2001
- A tudattalan Isten. Pszichoterápia és vallás; ford. Varga Judit, Bircsák Anikó, Varga Zsófia; €uroAdvice, Bp., 2002
- Értelem és egzisztencia. Előadások és tanulmányok; ford. Csiki Huba, Sárkány Péter, szerk., függelék Alexander Batthyány és Sárkány Péter; Jel, Bp., 2006 (Értelmes élet)
- Viktor E. Frankl–Pinchas Lapide: Istenkeresés és értelemkérdés. Párbeszéd; ford. Szemere János; Jel, Bp., 2007 (Értelmes élet)
- ...mégis mondj igent az életre! Egy pszichológus megéli a koncentrációs tábort; ford. Kalocsai Varga Éva, előszóford. Frivaldszkyné Jung Csilla, Nagy Beáta, összeáll., kiadói előszó Sárkány Péter; Jel, Bp., 2007 (Értelmes élet)
- A szenvedő ember. Patodicea-kísérlet; ford. Bruncsák István, Kalocsai Varga Éva; Jel, Bp., 2012 (Értelmes élet)
- Orvosi lelkigondozás. A logoterápia és egzisztenciaanalízis alapjai; ford. Jakabffy Imre, Jakabffy Éva; Jel, Bp., 2015 (Értelmes élet)
- Birkenwaldi szinkronizáció. Metafizikai konferencia; összeáll., ford., tan., jegyz. Bakos Gergely; Jel, Bp., 2015 (Paideia könyvek)
- Mégis mondj igent az életre! Logoterápia dióhéjban; ford. Kalocsai Varga Éva, Dippold Ádám; Európa, Bp., 2016
- Az élet értelméről; ford. Kalocsai-Varga Éva; Libri, Bp., 2020
- Válaszd az életet. Visszaemlékezések; ford. J. Győri László; Open Books, Bp., 2021 
  - ...mégis mondj igent az életre! (címen is)